# Birgo
Birgo fou una antiga regió del Territori de l'Alt Senegal i després Sudan Francès, situada a l'est de Kita.
La ciutat principal era Sirakoro. Allí governava la família Ba Sidibé; la principal població dependent era Niaméfero on el poder colonial va instal·lar l'escola. La regió fou conquerida pels tuculors d'al-Hadjdj Umar vers 1860. Grups de fugitius fulbes es van refugiar a Kita on van fundar una ciutat anomenada Goubanko que el 1878 s'havia erigit en un poder independent i va rebutjar el setge de les forces de Kita el 1879.
La regió fou explorada pel tinent Valière el 1880. El 1882, durant la segona campanya, el coronel Borgnis-Desbordes va decidir ajudar a la ciutat Kéniera que reclamava l'ajut francès contra Samori Turé (11 de febrer de 1882); la ciutat estava a 600 km de Kita on estava el coronel; aquest va creuar el país de Birgo i el país manding, passant per Mourgoula, Niagassola, Niafadié, i arribant al Níger a Falama el dia 25, però quan finalment va arribar a Kéniera aquesta ja s'havia rendit.
En la seva tercera campanya el coronel va arribar a Kita el 16 de desembre de 1882 on va saber que el cap tuculor de Mourgoula (a 63 km al sud-est de Kita), l'almamy Abdallah, havia fet incursions per apoderar-se de ramats i estava saquejant algunes caravanes. Tot i que era vassall dels tuculors de Ségou s'havia aliat a Samori i planejava atacar Kita. Mourgula tenia una tata defensiva en mal estat i només 200 defensors però Abdallah estava disposat a defensar la regió en nom del sobirà de Ségou en contra dels francesos. Borgnis-Desbordes va marxar sobre Mourgula on va arribar el 22 de desembre i va demanar a l' almamy de rendir-se i marxar de la ciutat. Abdallah es va haver de rendir i es va dirigir a Nioro amb una escorta francesa; la tata fou demolida i tot el país de Birgo va quedar sota protectorat. L'autoritat d'Ahmadu de Ségou sobre la vall del Bakhoy va quedar esvaïda.